# 氷川神社 (さいたま市見沼区大谷)
氷川神社（ひかわじんじゃ）は、埼玉県さいたま市見沼区の神社。

## 歴史
創建年代は不明である。ただ1334年（建武元年）の「足利義直下知状」に「大谷郷」とあって、既に集落が形成されていたことから、その頃には既に存在していたものと推測される。「円覚院」が別当寺であった。円覚院は修験道本山派の寺院であったが、明治初期の神仏分離により、廃寺に追い込まれた。
1873年（明治6年）、近代社格制度に基づく「村社」に列せられ、1908年（明治41年）の神社合祀により、「稲荷社」が合祀された。

## 交通アクセス
- 七里駅より徒歩21分。